# لامبرتا
لامبرتا (انگلیسی: Lambretta) شرکت موورسیکلت‌سازی ایتالیایی است، که در سال ۱۹۴۷ تأسیس شد و هم‌اکنون زیرمجموعه شرکت اینوچنتی می‌باشد.